# Расторопов, Борис Павлович
Борис Павлович Расторопов (28 апреля 1924, Панфилово, Ярославская губерния — 27 ноября 1973, Ленинград) — советский военнослужащий. Участник Великой Отечественной войны. Герой Советского Союза (1945). Младший сержант.

## Биография
Родился 28 апреля 1924 года в деревне Панфилово ныне Пошехонского района Ярославской области в крестьянской семье. Русский. Образование среднее.
В РККА с 1942 года. На фронтах Великой Отечественной войны с августа 1942 года.
19 августа 1944 у населённого пункта Куржяй Шяуляйского района Литовской ССР при отражении контратаки противника командир орудия 44-й мотострелковой бригады 1-го танкового корпуса 2-й гвардейской армии 1-го Прибалтийского фронта подбил из орудия 4 немецких танка. Когда его орудие было разбито, ещё один танк подорвал гранатой.
Звание Героя Советского Союза присвоено указом Президиума Верховного Совета СССР от 24 марта 1945 года.
После войны Б. П. Расторопов демобилизован. Жил и работал в Ленинграде. Умер 28 ноября 1973 года.

## Награды
- Герой Советского Союза;
- орден Ленина;
- орден Красной Звезды;
- орден Славы 3-й степени;
- медали.